# Франконія (Нью-Гемпшир)
Франконія (англ. Franconia) — місто (англ. town) в США, в окрузі Ґрафтон штату Нью-Гемпшир. Населення — 1083 особи (2020).

## Демографія
Згідно з переписом 2010 року, у місті мешкали 1104 особи в 484 домогосподарствах у складі 306 родин. Було 859 помешкань
Расовий склад населення:
| - 97,4 % — білих - 0,9 % — азіатів - 0,2 % — корінних американців |

До двох чи більше рас належало 1,4 %. Частка іспаномовних становила 0,7 % від усіх жителів.
За віковим діапазоном населення розподілялося таким чином: 15,4 % — особи молодші 18 років, 56,8 % — особи у віці 18—64 років, 27,8 % — особи у віці 65 років та старші. Медіана віку мешканця становила 53,9 року. На 100 осіб жіночої статі у місті припадало 89,4 чоловіків;  на 100 жінок у віці від 18 років та старших — 85,3 чоловіків також старших 18 років.
Середній дохід на одне домашнє господарство  становив 99 699 доларів США (медіана — 68 750), а середній дохід на одну сім'ю — 114 836 доларів (медіана — 88 333). Медіана доходів становила 42 128 доларів для чоловіків та 49 375 доларів для жінок. За межею бідності перебувало 4,4 % осіб, у тому числі 4,3 % дітей у віці до 18 років та 1,7 % осіб у віці 65 років та старших.
Цивільне працевлаштоване населення становило 527 осіб. Основні галузі зайнятості: освіта, охорона здоров'я та соціальна допомога — 22,0 %, науковці, спеціалісти, менеджери — 19,2 %, мистецтво, розваги та відпочинок — 15,7 %.